# الكسندر جي. مكندلز
الكسندر جي. مكندلز هو سياسي كندي، ولد في 1861، وتوفي في 5 يناير 1939.